# Oost-Indisch Huis (Amsterdam)

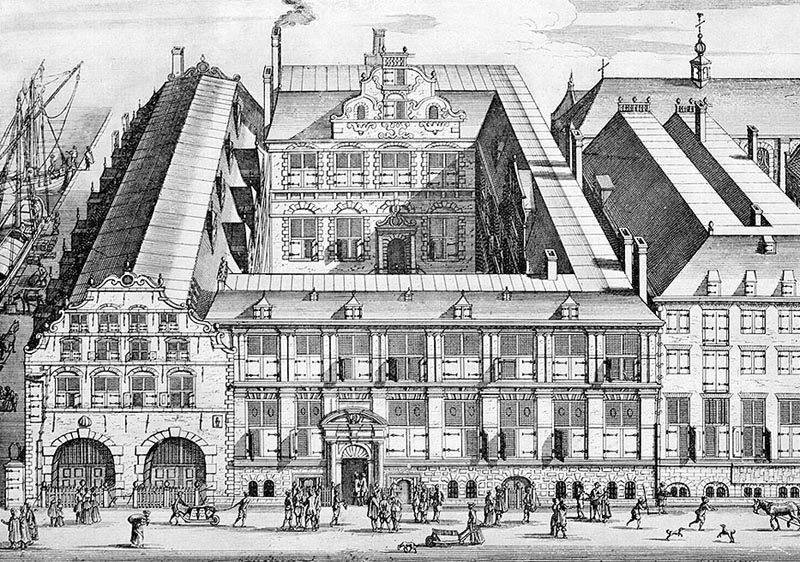
Gravure van het Oost-Indisch Huis in de 17e eeuw.

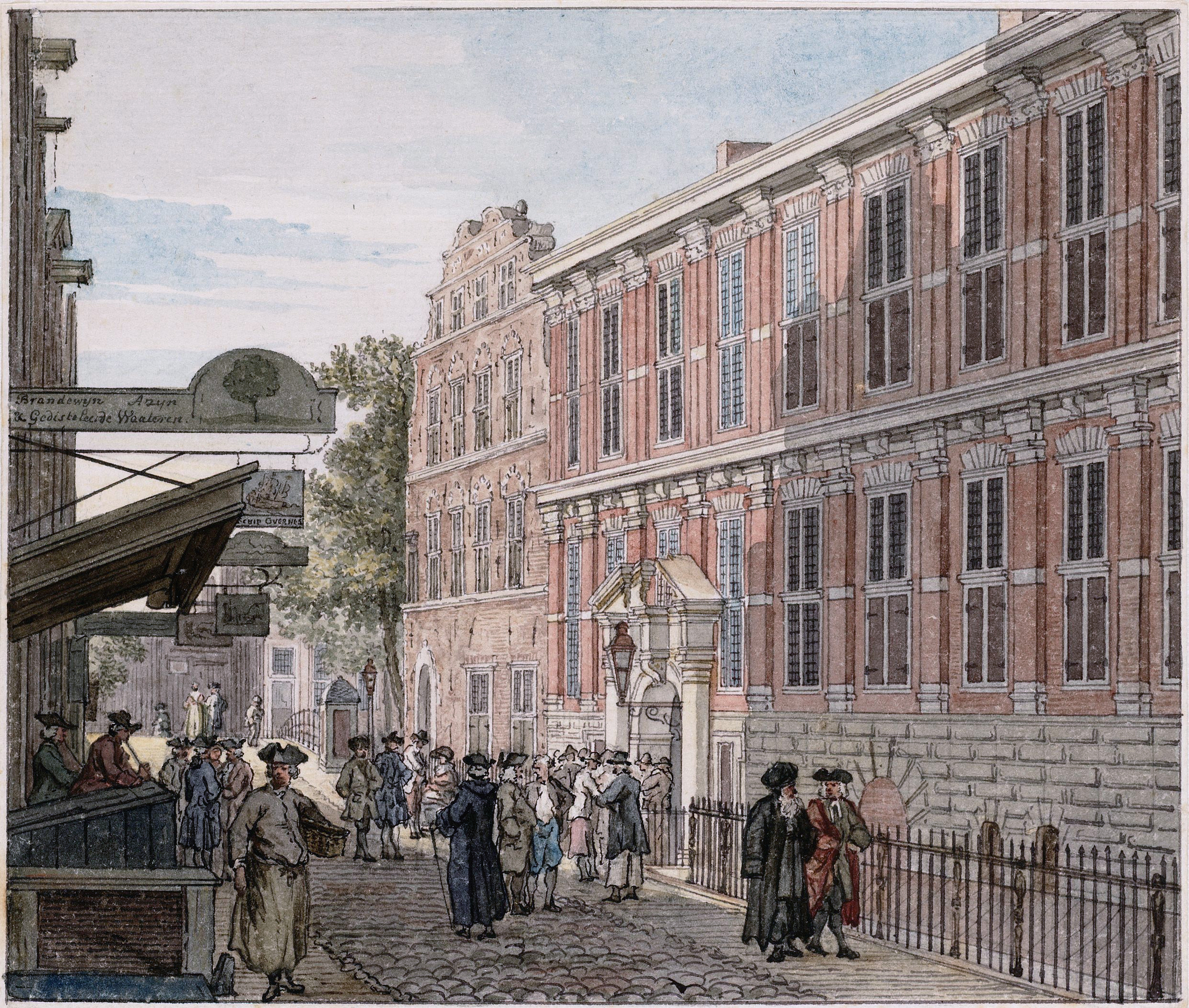
Oost-Indisch Huis, door Reinier Vinkeles (1768)

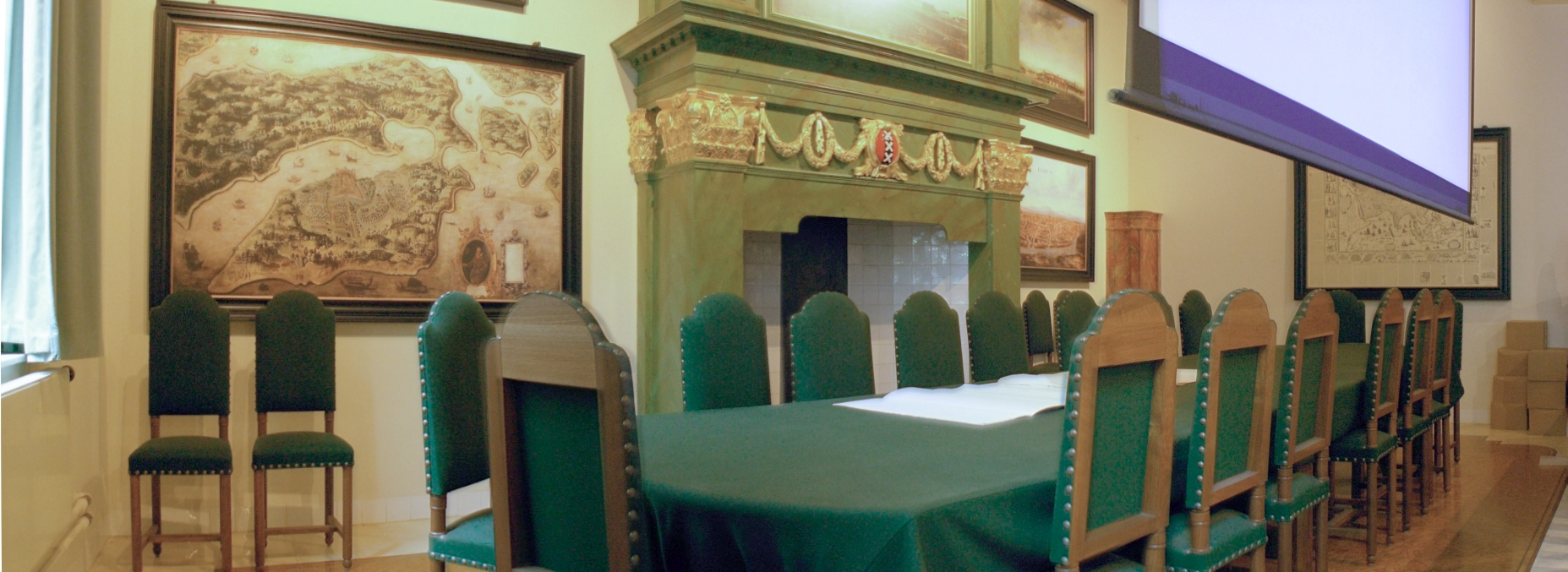
De in 1998 gereconstrueerde Bewindhebberskamer van de VOC.

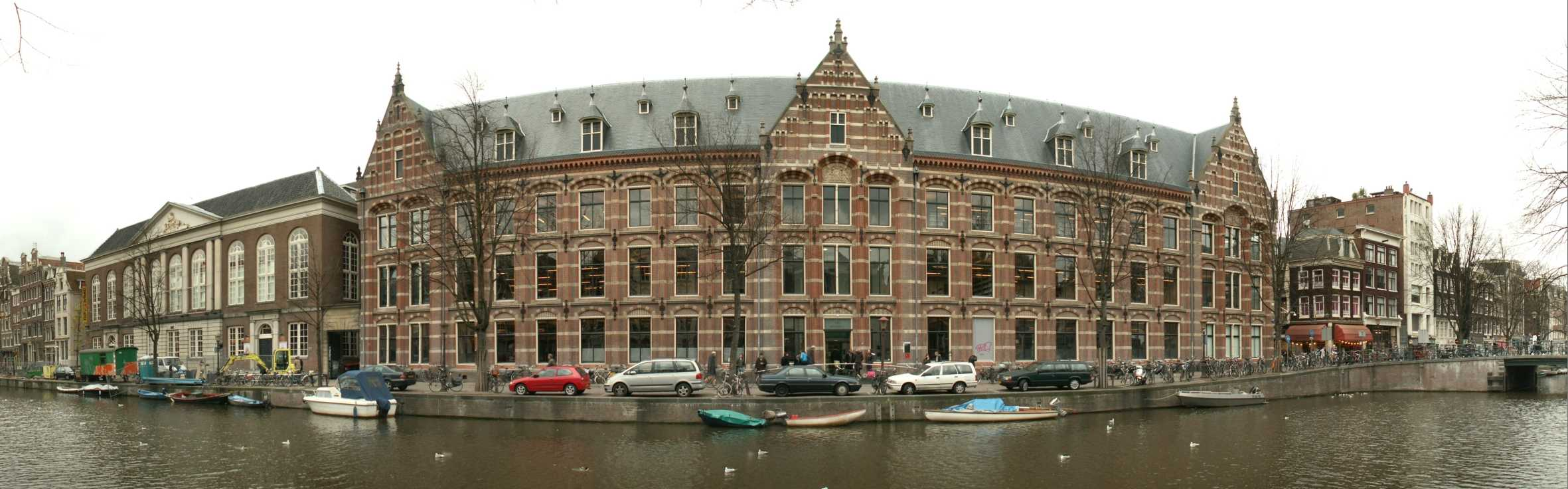
De oostvleugel uit 1891 verving het eerdere Bushuis

Het Oost-Indisch Huis is een gebouw in het centrum van Amsterdam aan de Oude Hoogstraat 24, dat als bestuurs- en administratiekantoor diende voor de Amsterdamse kamer van de Vereenigde Oostindische Compagnie (VOC). Naast de vergaderingen van de 20 bewindhebbers van de Amsterdamse kamer, vonden hier ook meestal de vergaderingen plaats van de Heren XVII, de 17 leden tellende centrale directie van de VOC.
Het Oost-Indisch Huis was het eerste gebouw dat speciaal voor de VOC gebouwd werd. Naast het vergaderen werden hier ook scheepsbemanningen geronseld en de archieven en kaarten van de VOC bewaard.
Een poort met Toscaanse halfzuilen aan de Oude Hoogstraat leidt via een tunneltje naar een binnenplaats met sierlijke gevels. De gevels op de binnenplaats zijn in Amsterdamse renaissance-stijl, typerend voor de stadsarchitect Hendrick de Keyser, die het gebouw (waarschijnlijk) heeft ontworpen.

## Geschiedenis
De Amsterdamse kamer van de VOC nam in 1603 een deel van het Bushuis aan de Kloveniersburgwal in gebruik als magazijn, en twee jaar later kreeg de VOC het hele gebouw tot haar beschikking. Er was echter nauwelijks vergader- en kantoorruimte beschikbaar. Daarom werd besloten om naast het Bushuis een nieuw pand neer te zetten, dat in 1606 gereed kwam. Het gebouw staat op de plaats waar ooit de boomgaard van het voormalige Sint-Paulusbroederklooster heeft gelegen.
In 1633/1634 is de westvleugel verlengd en een noordvleugel aangebouwd, waardoor het gebouw ook aan de Oude Hoogstraat grenst. De laatste vergroting vond plaats tussen 1658 en 1661. Na de opheffing van de VOC in 1798 diende het gebouw tot 1808 als zetel van het koloniaal bestuur van de Bataafse Republiek. In 1891 werd het Bushuis gesloopt en een nieuwe oostgevel, naar ontwerp van Cornelis Peters, aan de binnenplaats gebouwd. Daarna is het gebouw tot 1958 gebruikt door de belastingdienst, dat daarna verhuisde naar een nieuw gebouw aan de Wibautstraat.
In 1978 werd het gebouw gerestaureerd, waarbij ook delen van het 18e-eeuwse houten balkenplafonds werden gereconstrueerd. In 1998 is daaraan een reconstructie van de inrichting van de verloren gegane 17e-eeuwse Bewindhebberskamer van de VOC toegevoegd. Sinds de jaren zestig is het gebouw onderdeel van de Universiteit van Amsterdam, met het adres Oude Hoogstraat 24. Daarnaast huisvest het gebouw het NIAS en het bedrijfsbureau voor het Humanities Cluster bestaande uit het Huygens Instituut voor Nederlandse Geschiedenis, het IISG en de bibliotheek van het Meertens Instituut.

## Verwante gebouwen
Ook de kamers van de VOC in Middelburg, Rotterdam, Delft, Enkhuizen en Hoorn hadden een Oost-Indisch Huis. Het Oost-Indisch Huis aan de Boompjes in Rotterdam is verloren gegaan bij het Duitse bombardement in 1940, die in Delft en Hoorn zijn bewaard gebleven.
De kantoren van de West-Indische Compagnie (WIC) waren na 1625 gevestigd in het West-Indisch Huis (aan de Herenmarkt 99/Haarlemmerstraat) en na 1647 in het West-Indisch Pakhuis (aan de Prins Hendrikkade/'s-Gravenhekje 1).